# بذرالبنج خوابیده
بذرالبنج خوابیده (نام علمی: Hyoscyamus senecionis) نام یک گونه از سرده بذرالبنج است.